# Wuhłehirśk
Wuhłehirśk (ukr. Вуглегірськ) – miasto na Ukrainie w obwodzie donieckim, liczy 7,5 tys. mieszkańców (2015). Od 2015 roku znajduje się pod kontrolą Donieckiej Republiki Ludowej.